# Aira provincialis
Aira provincialis är en gräsart som beskrevs av Claude Thomas Alexis Jordan. Aira provincialis ingår i släktet småtåtlar, och familjen gräs. Inga underarter finns listade i Catalogue of Life.